# Jacqueline Gourault

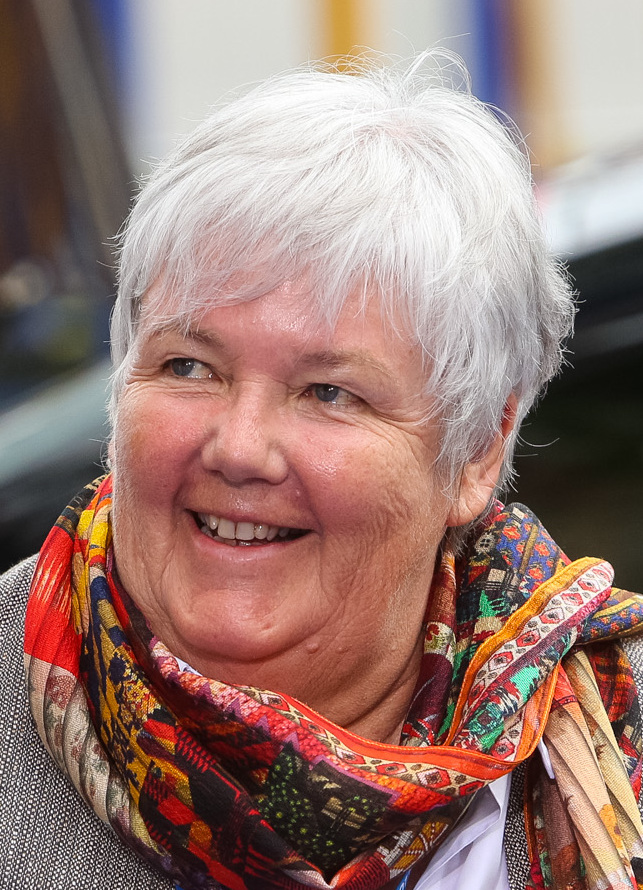
Jacqueline Gourault (2017)

Jacqueline Gourault (* 20. November 1950 in Montoire-sur-le-Loir, Département Loir-et-Cher) ist eine französische Politikerin (UDF, MoDem). Von 2018 bis 2022 war sie Ministerin für territorialen Zusammenhalt im Kabinett Philippe II und im Kabinett Castex. Seit 2022 ist sie Mitglied des Conseil constitutionnel.

## Leben und Wirken
Jacqueline Gourault wuchs als Tochter von Viehhändlern in der kleinen Gemeinde Montoire-sur-le-Loir bei Vendôme in Zentralfrankreich auf. Sie absolvierte ein Geschichtsstudium an der Universität Tours und lehrte als Geschichts- und Geografielehrerin an einem Lycée in Blois.

### Politischer Werdegang
Als Mitglied der bürgerlichen Union pour la démocratie française (UDF) wurde sie 1983 in den Gemeinderat von La Chaussée-Saint-Victor gewählt. Im März 1989 folgte ihre Wahl zur Bürgermeisterin, dieses Amt hatte sie bis März 2014 inne. Seit ihrem Rücktritt als Bürgermeisterin gehört sie dem Gemeinderat von La Chaussée-Saint-Victor wieder als einfaches Mitglied an. Von 1992 bis 2001 gehörte sie dem Regionalrat der Region Centre an, von 1998 bis 2001 auch dem Generalrat des Départements Loir-et-Cher.
Von 2001 bis 2005 war sie Präsidentin des Gemeindeverbands Communauté d’agglomération de Blois («Agglopolys»), zu dem sich die Stadt Blois und umliegende Gemeinden zusammengeschlossen haben. Bei der Regionalwahl 2004 war sie Spitzenkandidatin der UDF in der Region Centre, ihre Liste erhielt im ersten Wahlgang 13,7 % der Stimmen. Von 2004 bis 2014 war sie Vizepräsidentin der Association des maires de France (Vereinigung der französischen Bürgermeister).
Von Oktober 2001 bis Juli 2017 war sie Mitglied des französischen Senats, in der sie das Département Loir-et-Cher vertrat. Seit der Spaltung der UDF 2007 ist sie Mitglied der Partei Mouvement démocrate (MoDem). Sie gehört seither dem Parteivorstand an und ist stellvertretende Vorsitzende von MoDem. Von 2011 bis 2014 war sie Vorsitzende der Senatsdelegation für Gebietskörperschaften und Dezentralisierung. Von Oktober 2014 bis Juni 2017 war sie Vizepräsidentin des Senats.
Am 21. Juni 2017 wurde Gouralt im zweiten Kabinett Philippe zur beigeordneten Ministerin des französischen Innenministeriums ernannt (unter Innenminister Gérard Collomb). Nach dem Wahlsieg der korsischen Nationalisten bei der Regionalwahl im Dezember 2017 ernannte Premierminister Édouard Philippe Gourault zur Sonderbeauftragten für Korsika. Im August 2018 betraute der Regierungschef sie zudem mit dem Entwurf einer neuen Verwaltungseinheit im Elsass (bisherige Départements Bas-Rhin und Haut-Rhin). Am 16. Oktober 2018 wurde sie zur Ministerin für Zusammenhalt der Territorien und Beziehungen zu den Gebietskörperschaften ernannt. Dieses Amt hatte sie inne, bis sie zum Mitglied des Conseil constitutionnel ernannt wurde.
Seit 2022 ist sie Mitglied des Conseil constitutionnel, des französischen Verfassungsgerichts. Sie wurde von Präsident Emmanuel Macron nominiert und amtiert bis 2031.

### Persönliches
Sie ist verheiratet und Mutter zweier Kinder.